# Le Maître de musique
Le maître de musique é um filme franco-belga de 1988, do gênero drama musical, dirigido por Gérard Corbiau.
Foi indicado ao Oscar de melhor filme estrangeiro na edição de 1989, representando a Bélgica.

## Elenco
| Ator              | Papel             |
| ----------------- | ----------------- |
| José van Dam      | Joachim Dallayrac |
| Anne Roussel      | Sophie Maurier    |
| Philippe Volter   | Jean Nilson       |
| Sylvie Fennec     | Estelle Fischer   |
| Patrick Bauchau   | Prince Scotti     |
| Johan Leysen      | François Manssaux |
| Jean-Louis Sbille | crítico           |